# Profronde van Drenthe 2014
La Profronde van Drenthe 2014, cinquanduesima edizione della corsa, valida come evento dell'UCI Europe Tour 2014 categoria 1.1, si svolse il 15 marzo 2014 su un percorso di 204,7 km. Fu vinta dal belga Kenny Dehaes, che terminò la gara in 4h 56' 58" alla media di 41,35 km/h.
Furono 106 i ciclisti che portarono a termine la competizione.

## Squadre e corridori partecipanti
| N.      | Cod. | Squadra                         |
| ------- | ---- | ------------------------------- |
| 1-8     | BEL  | Belkin Pro Cycling Team         |
| 11-18   | LTB  | Lotto-Belisol Team              |
| 21-28   | AND  | Androni Giocattoli-Venezuela    |
| 31-38   | BSE  | Bretagne-Séché Environnement    |
| 41-48   | CJR  | Caja Rural-Seguros RGA          |
| 51-58   | CCC  | CCC Polsat-Polkowice            |
| 61-68   | MTN  | MTN-Qhubeka                     |
| 71-78   | RVL  | RusVelo                         |
| 81-88   | TNE  | Team NetApp-Endura              |
| 91-98   | TNN  | Team Novo Nordisk               |
| 101-108 | UHC  | UnitedHealthcare Pro Cycling T. |
| 111-118 | YEL  | Neri Sottoli-Yellow Fluo        |
| 121-128 | WGG  | Wanty-Groupe Gobert             |

| N.      | Cod. | Squadra                          |
| ------- | ---- | -------------------------------- |
| 131-138 | VER  | Veranclassic-Doltcini            |
| 141-148 | TSV  | Topsport Vlaanderen-Baloise      |
| 151-158 | RIJ  | Cyclingteam De Rijke-Shanks      |
| 161-168 | CJP  | Cyclingteam Jo Piels             |
| 171-178 | KOG  | Koga Cycling Team                |
| 181-188 | MET  | Metec-TKH                        |
| 191-198 | PVC  | Parkhotel Valkenburg Continental |
| 201-208 | RDT  | Rabobank Development Team        |
| 211-218 | GIA  | Team Giant-Shimano               |
| 221-228 | OHR  | Team Øster Hus-Ridley            |
| 231-238 | LDT  | Leopard Development Team         |
| 241-248 | CUL  | Cult Energy Vital Water          |

## Ordine d'arrivo (Top 10)
| Pos. | Corridore         | Squadra        | Tempo    |
| ---- | ----------------- | -------------- | -------- |
| 1    | Kenny Dehaes      | Lotto-Belisol  | 4h56'58" |
| 2    | Scott Thwaites    | NetApp-Endura  | s.t.     |
| 3    | Bert-Jan Lindeman | Rabobank Dev.  | s.t.     |
| 4    | Sander Helven     | Topsport Vl.   | s.t.     |
| 5    | Yves Lampaert     | Topsport Vl.   | a 3"     |
| 6    | Clément Koretzky  | Bretagne-Séché | s.t.     |
| 7    | Jelle Wallays     | Topsport Vl.   | s.t.     |
| 8    | Brian van Goethem | Metec-TKH      | s.t.     |
| 9    | Sven Erik Bystrøm | Oster Hus      | s.t.     |
| 10   | Remco Te Brake    | Metec-TKH      | a 31"    |